# 瘤盘首蚕
瘤盘首蚕（学名：Lopadorhynchus tuberculus）为盘首蚕科盘首蚕属的动物。在中国大陆，分布于南海等海域。